# Неизвестная война: Восточный фронт
Неизве́стная война́: Восто́чный фронт (англ. The Unknown War: The Eastern Front) — книга Уинстона Черчилля о событиях на Восточном фронте Первой мировой войны 1914—1917 гг., логически дополнявшая корпус текстов того же автора «Мировой кризис» (The World Crisis), но первоначально вышедшая отдельным изданием.

## Описание
Книга содержит посвящение: To our faithful allies and comrades in the Russian imperial armies (Нашим верным союзникам и товарищам в Русских имперских армиях) и предисловие автора, датированное 13 августа 1931 года. Текст разбит на двадцать четыре главы, имеется большое количество чёрно-белых карт районов боевых действий и одна цветная вкладка с общей картой театра, а также 8 чёрно-белых фотографий:
- император Франц-Иосиф
- фельдмаршал Конрад фон Хётцендорф
- граф Берхтольд
- групповая фотография германских военачальников на праздновании годовщины битвы при Танненберге 24 августа 1924 года
- Царь и великий князь Николай Николаевич на фронте
- Гинденбург, Кайзер и Людендорф
- генерал фон Фалькенхайн
- генерал Брусилов.

## Содержание
Книга не содержит сведений о боевых действиях Русской армии против войск Османской империи на Кавказском фронте. Первые шесть глав посвящены предыстории Первой мировой войны. XXIII глава посвящена Брусиловскому прорыву (Brusilov’s Offensive). Последняя XXIV глава называется «Крушение России» (The Russian Collapse) и рассказывает о взгляде из Лондона на события Февральской революции и об отношении автора к военным мерам Временного правительства.

## Другие издания
В более поздние годы книга The Unknown War: The Eastern Front включалась как 5-й том в издания «Мировой кризис» (The World Crisis):
- Издательство Library of Imperial History, London, 1974 год
- Издательство RosettaBooks, 2013 г.